# CBeebies

CBeebies（中国内地称为“思贝思”）是英國廣播公司所有的一個電視頻道，主要面向8歲以下的兒童播出。CBeebies開播於2002年，在英國國內可以免費收看。CBeebies已經獲得多個電視獎項肯定，在2002年至2015年每年均獲得BAFTA兒童獎。國際版的CBeebies可以通過英國廣播公司商業分支收看。

## 外部連結
- 在BBC Online了解CBeebies
- CBeebies to move（页面存档备份，存于） (Broadcast)
- CBeebies to quit BBC TV Centre（页面存档备份，存于） (The Guardian)